# Earl Shilton
Earl Shilton – miasto w Anglii, w hrabstwie Leicestershire, w dystrykcie Hinckley and Bosworth. Leży 13 km na południowy zachód od miasta Leicester i 144 km na północny zachód od Londynu.